# Alfred Cobbs
Alfred „Al“ Cobbs (* um 1915; † 2002) war ein US-amerikanischer Jazz- und Rhythm-&-Blues-Musiker (Posaune, Arrangement).

## Leben und Wirken
Cobbs arbeitete ab Mitte der 1930er-Jahre in der New Yorker Jazzszene; 1937 ersetzte er Sandy Watson in der Mills Blue Rhythm Band. In den folgenden Jahren spielte er in den Bands und Orchestern von Les Hite (1942), Lucky Millinder (1944–49), Louis Armstrong, Panama Francis, Bull Moose Jackson (1945) und Jimmie Lunceford (1948/49). In den 1950er-Jahren wirkte er bei Aufnahmen von Ollie Shepard/Hot Lips Page, Annisteen Allen, Wynonie Harris, Esther Phillips, Louis Jordan (für den er auch arrangierte), Annie Laurie/Leroy Kirkland, Big Maybelle, Johnny Hodges und Big John Greer mit.
Mit seiner Studioband Al Cobbs and The Federalites begleitete er 1951 den Sänger Joe Bailey bei Aufnahmen für Federal Records; in seiner Formation spielten u. a. Emmett Berry, Al Norris, Walter Page und Jo Jones. 1953 gehörte er kurz dem Duke Ellington Orchestra an und ergänzte die Posaunengruppe von Quentin Jackson und Britt Woodman. In den frühen 1970er-Jahren arbeitete er im Orchester von Sy Oliver und bei Earl Warren and The Count’s Men; 1973 trat er mit Ella Fitzgerald in der New Yorker Carnegie Hall auf dem Newport Jazz Festival auf. Im Bereich des Jazz war er zwischen 1937 und 1976 an 62 Aufnahmesessions beteiligt, zuletzt mit Illinois Jacquet (Jacquet’s Street). Als Studiomusiker ist er auch auf Aufnahmen von Sam Cooke und Sister Sledge zu hören.